# Альфонс II (граф Тулузи)
Альфонс II (*Alphonse II, д/н — між 1175 та 1181) — граф Тулузи у 1148—1181 роках.

## Життєпис
Походив з династії Руерг (Раймундідів). Молодший син Альфонса I, графа Тулузького, та Файдіви Юзес. Про дату народження нічого невідомо. Після смерті батька у 1148 році під час Другого хрестового походу, владу в графстві перебрав старший брат Раймунд VII. Останній, почуваючись не зовсім упевнено перед зовнішньою загрозою, зробив Альфонса своїм співправителем. Проте невідомо чи отримав Альфонс II також титули маркіза Прованса і герцога Нарбону.
Альфонс II був графом лише номінально. Немає відомостей про його втручання в політику держави. У 1171 році Роже II Транкавель, віконт Каркассона, присягнув на вірність Альфонсу II. Останній згадується як граф Тулузи, маркіз Провансу і герцог Нарбони. Разом з тим напевне отримав деяку владу в Безьє. У 1175 році Альфонс II підтвердив дарчу Генріха II, короля Англії, Шартрському собору.
Відомий як покровитель літератури. Трубадур Жиралдет Рос вказує на Альфонса II як свого колегу-трубадура. Вважається, що помер до 1181 року.